# Igor Primorac
Igor Primorac (Igor Primoratz), hrvaški filozof, * 6. oktober 1945, Moskva, Rusija. 
Piše v hrvaškem, angleškem, nemškem in hebrejskem jeziku. Ukvarja se s filozofskimi vprašanji o spolnosti, etiki, pravu, nasilju, kaznovanju, patriotizmu in nacionalizmu ter pri svojem delu uporablja metodologijo analitične filozofije.

## Življenje in delo
Čeprav je rojen v Moskvi, je osnovno in srednjo šolo dokončal v Beogradu v tedanji Jugoslaviji (sedaj Srbija). Filozofijo je študiral na Univerzi v Beogradu, kjer je diplomiral leta 1970 in doktoriral leta 1980. Od leta 1970 do 1983 je deloval na Univerzi v Beogradu, nato pa se zaposlil na Oddelku za filozofijo Hebrejske univerze v Jeruzalemu (Izrael), kjer je deloval kot predavatelj in profesor. Od tod je šel v Avstralijo, kjer je od leta 2001 do 2008 deloval na Oddelku za uporabno filozofijo in javno etiko Univerze v Melbournu. Od leta 2009 dalje je zaposlen na Univerzi Charles Sturt v Canberri (Avstralija), na tamkajšnjem Oddelku za uporabno filozofijo in javno etiko.
V teku svoje kariere je mnogokrat zasedal tudi mesto gostujočega profesorja, denimo leta 1986 na University College v Oxfordu (Združeno kraljestvo), leta 1989 na Dartmouth College v Hanoverju, New Hampshire (ZDA) in University of St. Andrews (Združeno kraljestvo). Od leta 2006 je stalni gostujoči profesor Univerze v Zagrebu (Hrvaška).
Je član Hrvaškega filozofskega društva (Croatian Philosophical Society), Kantove družbe (Kant Gesellschaft), Novega izraelskega filozofskega združenja (New Israeli Philosophical Association), Združenja za uporabno filozofijo (Society for Applied Philosophy) in Ameriškega združenja filozofov (American Philosophical Association).

## Filozofovi nazori
Primorca se obravnava kot filozofa liberalizma, saj se v dialogu med utilitarizmom in deontološko etiko zavzema za svobodno izbiro.

### Spolnost
Primorac meni, da spolnost nima nikakršnega posebnega moralnega pomena. Tako navaja: »Nobeno dejanje ni bodisi moralno dobro ali slabo, pravilno ali zgrešeno le zato, ker je seksualno dejanje.«  Njegova stališča na področju spolnosti so zelo liberalistična. V luči tega meni, da spolni odnos predstavlja le neko vrsto užitka, njegov glavni namen torej ni prokreacija. Zagovarja svobodo človeka in meni, da, če med dvema osebama v spolnem odnosu velja enakovreden dogovor, se javnost nima pravice vmešavati. Tudi sporočilo njegove knjige Etika in seks je: »pustite ljudi pri miru, da se različno predajajo čutnim užitkom.« Pedofilijo moralno obsoja, saj obstaja nesimetričnost v vednosti, razumevanju, zrelosti in moči med odraslim in otrokom.

### Terorizem
Po Primorcu terorizem običajno nima ene, temveč dve tarči, in sicer neposredno, ki je sekundarnega pomena, in posredno, ki je resnično pomembna. Terorizem definira kot premišljeno uporabo nasilja ali grožnjo z nasiljem, naperjenim proti nedolžnim ljudem z namenom, da bi bilo mogoče neke druge ljudi z zastraševanjem prisiliti v nekaj, česar sicer ne bi storili. Njegov odnos do terorizma je negativen.

### Patriotizem
Primorac patriotizem definira kot ljubezen do lastne dežele, ki se potrjuje z dejavnostjo. V patriotizmu ne vidi zgolj zemljepisne, temveč tudi politično identiteto, saj patriot skrbi za lastno državo. Hkrati zagovarja stališče, da odnos med sodržavljani ni, in ne more biti oseben.

## Dela
- Prestup i kazna: razprave o moralnosti kazne (1978)
- Banquos Geist: Hegels Theorie der Strafe (1986)
- Justifying Legal Punishment (1989)
- Ethics and Sex (1999)
- (ur.) Human Sexuality (1999)
- Filozofija na djelu (2001)
- (ur.) Patriotism (2002)
- (ur.) Suvremena filozofija seksualnosti (en) (2003)
- (ur.) Patriotizam (2004)
- (ur.) Terrorism: The Philosophical Issues (2004)
- (ur.) Identity, Self-Determination and Secession (2006)
- (ur.) Politics and Morality (2007)
- (ur.) Civilian Immunity in War (2007)
- (ur.) Patriotism: Philosophical and Political Perspectives (2008)
- (ur.) Military Ethics (2008)
- (ur.) Terror from the Sky: The Bombing of German Cities in World War II (2010)

### Dela, prevedena v slovenščino
- Primorac, I. 2000. Pravičnost za homoseksualce. Analiza: časopis za kritično misel, let. 4, št. 1, str. 11–22. (COBISS)
- Primorac, I. 2001. Nedotakljivost civilistov v teoriji pravične vojne Michaela Walzerja. Analiza: časopis za kritično misel, let. 5, št. 3, str. 3–32. (COBISS)
- Primorac, I. 2002. Etika in seks. Ljubljana: Krtina. (originalno Ethics and Sex) (COBISS)
- Primorac, I. 2003. Domoljubje: deflacijsko pojmovanje. Analiza: časopis za kritično misel, let. 7, št. 1/2, str. 3–17. (COBISS)
- Primorac, I. (ur.). 2005. Terorizem: filozofska vprašanja. Ljubljana: Krtina. (originalno Terrorism: The Philosophical Issues) (COBISS)